# 賽駱駝
賽駱駝是一項遊牧民族的傳統體育運動。現代的賽駱駝不再使用人類騎師，改為利用遙控機械人操縱駱駝競跑。阿拉伯人早在公元七世紀就已經開始賽駱駝。現時賽駱駝主要流行於埃及、印度、澳大利亞，特別是阿拉伯地區，如沙特阿拉伯、阿拉伯聯合酋長國、阿曼等。